# Brassica rupestris
Brassica rupestris är en korsblommig växtart som beskrevs av Constantine Samuel Rafinesque. Brassica rupestris ingår i släktet kålsläktet, och familjen korsblommiga växter. IUCN kategoriserar arten globalt som nära hotad. Inga underarter finns listade i Catalogue of Life.